# Beatriz Milhazes
Beatriz Milhazes (Rio de Janeiro, 1960) è una pittrice brasiliana.

## Biografia
Figlia di un avvocato e di una storica dell'arte, Beatriz Milhazes ha studiato scienze della comunicazione presso la Faculdades Integradas Hélio Alonso (FACHA) di Rio de Janeiro ma, prima di completare gli studi, nel 1980 si è iscritta al corso di arti plastiche presso la Escola de Artes Visuais do Parque Lage di Rio.
Ha partecipato all'esposizione collettiva Como vai você, Geração '80? (Come stai, generazione '80?), inaugurata il 14 luglio 1984 presso l'orto botanico di Parque Lage, sede della scuola di arti visive dove aveva compiuto gli studi.
L'esposizione era composta dalle opere di 123 artiste e artisti, per la maggior parte di Rio deJaneiro e di San Paolo, che si opponevano all'arte concettuale degli anni sessanta e settanta.
Nel 1985 la sua prima personale presso la Galeria Cesar Aché di Rio de Janeiro.
Ha lavorato come insegnante di pittura sino al 1996 al Parque Lage.
Negli anni 1995 e 1996 ha studiato incisione su metallo e linoleum presso l'Atelier 78 con Solange Oliveira e Valério Rodrigues e nel 1997 ha illustrato il libro As Mil e Uma Noites à Luz do Dia: Sherazade Conta Histórias Aéreas di Katia Canton.
A partire dagli anni novanta le sue opere sono state presentate nelle mostre internazionali organizzate negli Stati Uniti (la prima alla Dorothy Goldeen Gallery di Los Angeles, 13.07.1995 - 26.08.1995) e in Europa (la prima alla Galería Elba Benítez di Madrid, 22.05.1997 - 28.06.1997).
Dal 1996 ha collaborato con la Companhia de Dança Márcia Milhazes, compagnia di danza contemporanea fondata da sua sorella Márcia.
Nel 2003, con la fotografa Rosângela Rennó, ha rappresentato il Brasile alla 50ª Biennale arte di Venezia. Il curatore Alfons Hug aveva scelto come tema la Divina Commedia di Dante e i dipinti della Milhazes riguardavano il Paradiso mentre le fotografie della Rennó riguardavano l'Inferno.
Nel 2005 ha presentato l'installazione site specific Peace and Love nella stazione della metropolitana di Gloucester Road, commissionata da Transport for London per il progetto Platform for Art. L'opera era composta da 19 archi a volta realizzati utilizzando vinili adesivi in molteplici motivi colorati.
Nel 2012 Beatriz Milhazes ha attirato l'attenzione nel mondo dell'arte quando il suo dipinto Meu Limão del 2000 è stato aggiudicato per la considerevole offerta di 2 098 000 dollari ad un'asta di Sotheby's di New York.
Nel 2016 ha realizzato Gamboa II, cinque sculture sospese nell'atrio del Jewish Museum di New York, composte da materiali effimeri colorati realizzati con la collaborazione delle scuole di samba di Rio e ispirata all'architetto paesaggista brasiliano Roberto Burle Marx. L'installazione è stata presentata nell'ambito del progetto Using Walls, Floors, and Ceilings del Jewish Museum.
Nel 2018, alla galleria londinese White Cube di Bermondsey, ha presentato Rio Azul, il suo primo arazzo, lungo 16 metri formato da blocchi geometrici dinamici, cerchi, foglie e fiori, come a creare un paesaggio cinetico, realizzato con lana e seta di bambù dalla manifattura francese Pinton.

## Tecnica
In termini di tecnica, Milhazes si interessa prevalentemente del collage, attingendo dalla sua conoscenza combinata delle tradizioni latinoamericane ed europee.
La mescolanza culturale del suo nativo Brasile è qualcosa di cui Milhazes è consapevole e in una certa misura comunica nei suoi dipinti, oltre ad essere in legami con il movimento modernista brasiliano.
Molte altre influenze di Milhaze derivano dalla sua passione per le arti decorative, la moda e la geometria.
Milhazes ha descritto il proprio lavoro: «Penso al mio lavoro come geometrico, ma non riesco a mettere tutto in un quadrato o in un cerchio».
Il suo processo di creazione artistica si è sviluppato durante la sua vasta ricerca sui processi di stampa negli anni ottanta.
Le sue opere sono il frutto di un processo lento ma costante: il tempo è la chiave di tutto per Milhazes. Molti dei suoi lavori iniziano con la pittura di fogli di plastica, che vengono poi incollati su una tela.
Questi fogli di plastica vengono quindi staccati dalla tela come una decalcomania lasciando dietro di sé la vernice.
Alcuni di questi fogli di plastica sono stati riutilizzati dalla Milhazes anche per dieci anni. Spesso, se un particolare motivo o disegno piace all'artista, viene conservato, ridipinto e aggiunto a più composizioni. Descrive con affetto questi pezzi di plastica, affermando che «in essi è impressa una memoria, una memoria che può causare irregolarità». Queste irregolarità sono accettate con gioia dalla Milhazes come qualcosa che deriva semplicemente dal suo processo di creazione. Nelle sue opere la Milhazes si concentra sul raggiungimento di una superficie liscia in contrapposizione alle pennellate visibili, mentre lo spessore è un argomento intrigante ma lontano dall'essere parte integrante del suo lavoro e della sua importanza. In questo modo può giocare con i vari livelli di lucentezza e contrasto forniti dai suoi materiali nel tentativo di trasformare ulteriormente la tela.
Con le sue stesse parole la Milhazes paragona il suo processo creativo ai lavoratori, dicendo: «Dico ai miei amici che sono come un impiegato di banca... vengo in studio cinque giorni alla settimana e faccio il mio lavoro. Presto attenzione ai dettagli e cerco di non commettere errori».

## Influenze
Traendo spunto dalle reazioni ottiche provocate da artisti come Bridget Riley e Tarsila do Amaral, la Milhazes crede che l'arte sia un modo essenziale per le persone di estetizzare ed esteriorizzare i propri pensieri e sentimenti.
Il suo lavoro serve spesso come esplorazione del concetto di conflitto. Pieno di colori e forme intensi, il suo lavoro serve a ispirare un dialogo forte e «sfidare i movimenti oculari rispetto alla semplice bellezza».
Beatriz Milhazes trae le sue influenze anche da molte altre artiste come Sonia Delaunay, Georgia O'Keeffe ed Elizabeth Murray.
Ha anche citato i canoni della storia dell'arte brasiliana come «rafforzanti la celebrazione di artiste come lei».
La stessa Milhazes ha citato anche Henri Matisse e Piet Mondrian tra gli artisti che più l'hanno influenzata.

## Temi
Tematicamente, il lavoro di Beatriz Milhazes è stato descritto da un critico come «astratto, ma con qualcosa di nuovo da offrire».
È noto che il suo lavoro contiene molti riferimenti popolari brasiliani e può essere interpretato come particolarmente complesso. Questi riferimenti, evidenti in molti dei colori e delle forme vibranti, sono spesso associati alla parte più povera della popolazione e sono generalmente ritenuti di scarso interesse per le classi superiori o per gli intellettuali. Questi riferimenti hanno poi cambiato significato poiché l’élite sociale ha dato loro più importanza: l'importanza di essere brasiliano e di avere un'arte brasiliana. Trovare affascinante l'idea di contraddizione è un altro fattore che influenza l'esito della sua arte.
La sua installazione Gamboa II, per esempio, è stata fortemente influenzata dal Carnevale del suo paese natale, il Brasile, che comprende danze, costumi e sfilate. Questi elementi sono evidenti nell'opera con i suoi colori vivaci che abbracciano anche uno stile femminile nell'opera.